# Parafia greckokatolicka bł. Jozafaty Hordaszewskiej w Nysie
Parafia greckokatolicka błogosławionej Jozafaty Hordaszewskiej w Nysie – parafia greckokatolicka w Nysie, w dekanacie katowickim eparchii wrocławsko-koszalińskiej. Nabożeństwa odprawiane są w kościele rzymskokatolickim pod wezwaniem Wniebowzięcia Najświętszej Maryi Panny.